# Biol
Biol – miejscowość i gmina we Francji, w regionie Owernia-Rodan-Alpy, w departamencie Isère.
Według danych na rok 1990 gminę zamieszkiwało 1025 osób, a gęstość zaludnienia wynosiła 66 osób/km² (wśród 2880 gmin regionu Rodan-Alpy Biol plasuje się na 764. miejscu pod względem liczby ludności, natomiast pod względem powierzchni na miejscu 741.).